# Раунд года по версии журнала The Ring
Раунд года по версии журнала «The Ring» (англ. Ring Magazine Round of the Year) — боксёрская награда журнала The Ring, которая вручается с 1945 года боксёрам, которые провели самый зрелищный раунд в году. В 1991 году награда не вручалась. 28 поединков помимо этой награды были удостоены награды бой года, один поединок был удостоен звания нокаут года и один апсет года по версии того же журнала.
Первый поединок, который был удостоен награды, прошёл 8 января 1945 года в Филадельфии между Айком Уильямсом и Вилли Джойсом. Бой завершился победой Айка Уильямса единогласным решением судей в 12-и раундовом поединке.
Рекорд по количеству полученных наград принадлежит Мохаммеду Али — шесть (1970, 1971, 1972, 1974, 1975 и 1978), Флойд Паттерсон был награждён пять раз (1959, 1960, 1961, 1962 и 1963), а Джордж Форман (1973, 1974, 1976 и 1977) и  Ингемар Юханссон (1958, 1959, 1960 и 1961) — четырежды.

## Список обладателей награды
- Боксёры с наибольшим числом наград
- Мохаммед Али — шестикратный обладатель награды. Фото 1970 года
- Флойд Паттерсон — пятикратный обладатель награды. Фото 1962 года
- Джордж Форман — четырёхкратный обладатель награды. Фото 2009 года
- Ингемар Юханссон — четырёхкратный обладатель награды. Фото 1960 года

| Год                              | Дата Проведения боя | Весовая категория                     | Имена боксёров                                | Номер раунда | Исход поединка                                                                  | Место проведения боя                      | Примечания                                           |
| -------------------------------- | ------------------- | ------------------------------------- | --------------------------------------------- | ------------ | ------------------------------------------------------------------------------- | ----------------------------------------- | ---------------------------------------------------- |
| 1945                             | 8 января            | Лёгкий вес (до 61,235 кг)             | Айк Уильямс vs. Вилли Джойс                   | 12           | Победа Айка Уильямса единогласным решением судей в 12-раундовом бою.            | Филадельфия, США                          | [ 3 ]                                                |
| 1946                             | 27 сентября         | Средний вес (до 72,574 кг)            | Тони Зэйл vs. Рокки Грациано                  | 6            | Победа Тони Зэйла нокаутом в 6-м раунде.                                        | Бронкс, Нью-Йорк США                      | Бой года по версии журнала «The Ring».               |
| 1947                             | 5 декабря           | Тяжёлый вес (более 90,718 кг)         | Джо Луис vs. Джерси Джо Уолкотт               | 4            | Победа Джо Луиса раздельным решением судей в 15-раундовом бою.                  | Нью-Йорк, США                             | [ 5 ]                                                |
| 1948                             | 21 сентября         | Тяжёлый вес (более 90,718 кг)         | Джо Луис vs. Джерси Джо Уолкотт               | 11           | Победа Джо Луиса техническим нокаутом в 11-м раунде.                            | Бронкс, Нью-Йорк, США                     | [ 6 ]                                                |
| 1949                             | 14 сентября         | Средний вес (до 72,574 кг)            | Рокки Грациано vs. Чарли Фазари               | 10           | Победа Грациано техническим нокаутом в 10-м раунде.                             | Нью-Йорк, США                             | [ 7 ]                                                |
| 1950                             | 13 сентября         | Средний вес (до 72,574 кг)            | Джейк Ламотта vs. Лоран Дютуий                | 15           | Победа Ламотты нокаутом в 15-м раунде.                                          | Детройт, США                              | Бой года по версии журнала «The Ring».               |
| 1951                             | 26 октября          | Тяжёлый вес (более 90,718 кг)         | Рокки Марчиано vs. Джо Луис                   | 8            | Победа Рокки Марчиано нокаутом в 8-м раунде.                                    | Нью-Йорк, США                             | [ 9 ]                                                |
| 1952                             | 23 сентября         | Тяжёлый вес (более 90,718 кг)         | Рокки Марчиано vs. Джерси Джо Уолкотт         | 13           | Победа Рокки Марчиано нокаутом в 13-м раунде.                                   | Филадельфия, США                          | Бой года по версии журнала «The Ring».               |
| 1953                             | 18 сентября         | Полусредний вес (до 66,678 кг)        | Кармен Базилио vs. Кид Гавилан                | 2            | Победа Гавилана раздельным решением судей в 15-раундовом бою.                   | Сиракьюс, США                             | [ 11 ]                                               |
| 1954                             | 11 августа          | Полутяжёлый вес (до 79,378)           | Арчи Мур vs. Гарольд Джонсон                  | 14           | Победа Мура техническим нокаутом в 14-м раунде.                                 | Нью-Йорк, США                             | [ 12 ]                                               |
| 1955                             | 22 января           | Полутяжёлый вес (до 79,378)           | Арчи Мур vs. Бобо Олсон                       | 3            | Победа Мура нокаутом в 3-м раунде.                                              | Нью-Йорк, США                             | [ 13 ]                                               |
| 1956                             | 18 мая              | Средний вес (до 72,574 кг)            | Шугар Рэй Робинсон vs. Бобо Олсон             | 3            | Победа Робинсона нокаутом в 4-м раунде.                                         | Лос-Анджелес, США                         | [ 14 ]                                               |
| 1957                             | 23 сентября         | Средний вес (до 72,574 кг)            | Шугар Рэй Робинсон vs. Джин Фуллмер           | 5            | Победа Робинсона нокаутом в 5-м раунде.                                         | Чикаго, США                               | [ 15 ]                                               |
| 1958                             | 14 сентября         | Тяжёлый вес (более 90,718 кг)         | Ингемар Юханссон vs. Эдди Махен               | 1            | Победа Юханссона нокаутом в 1-м раунде.                                         | Гётеборг, Швеция                          | [ 16 ]                                               |
| 1959                             | 26 января           | Тяжёлый вес (более 90,718 кг)         | Флойд Паттерсон vs. Ингемар Юханссон          | 3            | Победа Юханссоная техническим нокаутом в 3-м раунде.                            | Бронкс, Нью-Йорк, США                     | [ 17 ]                                               |
| 1960                             | 20 января           | Тяжёлый вес (более 90,718 кг)         | Флойд Паттерсон vs. Ингемар Юханссон          | 5            | Победа Паттерсона нокаутом в 5-м раунде.                                        | Нью-Йорк, США                             | Бой года по версии журнала «The Ring».               |
| 1961                             | 13 марта            | Тяжёлый вес (более 90,718 кг)         | Флойд Паттерсон vs. Ингемар Юханссон          | 1            | Победа Паттерсона нокаутом в 6-м раунде.                                        | Майами-Бич, США                           | [ 19 ]                                               |
| 1962                             | 25 сентября         | Тяжёлый вес (более 90,718 кг)         | Сонни Листон vs. Флойд Паттерсон              | 1            | Победа Листона нокаутом в 1-м раунде.                                           | Чикаго, США                               | [ 20 ]                                               |
| 1963                             | 22 июля             | Тяжёлый вес (более 90,718 кг)         | Сонни Листон vs. Флойд Паттерсон              | 1            | Победа Листона нокаутом в 1-м раунде.                                           | Лас-Вегас, США                            | [ 21 ]                                               |
| 1964                             | 27 ноября           | Полутяжёлый вес (до 79,378)           | Хосе Торрес vs. Бобо Олсон                    | 1            | Победа Торреса нокаутом в 1-м раунде.                                           | Нью-Йорк, США                             | [ 22 ]                                               |
| 1965                             | 30 марта            | Полутяжёлый вес (до 79,378)           | Хосе Торрес vs. Уилли Пастрано                | 6            | Победа Торреса техническим нокаутом в 9-м раунде.                               | Нью-Йорк, США                             | [ 23 ]                                               |
| 1966                             | 22 октября          | Лёгкий вес (до 61,235 кг)             | Карлос Ортис vs. Шугар Рамос                  | 5            | Победа Ортиса техническим нокаутом в 4-м раунде.                                | Сан-Хуан, Пуэрто-Рико                     | [ 24 ]                                               |
| 1967                             | 17 ноября           | Полутяжёлый вес (до 79,378)           | Дик Тайгер vs. Роджер Роуз                    | 12           | Победа Тайгера техническим нокаутом в 12-м раунде.                              | Лас-Вегас, США                            | [ 26 ]                                               |
| 1968                             | 24 мая              | Полутяжёлый вес (до 79,378)           | Боб Фостер vs. Дик Тайгер                     | 4            | Победа Фостера нокаутом в 4-м раунде.                                           | Нью-Йорк, США                             | [ 27 ]                                               |
| 1969                             | 22 ноября           | Средний вес (до 72,574 кг)            | Нино Бенвенути vs. Луис Мануэль Родригас      | 11           | Победа Бенвенути нокаутом в 11-м раунде.                                        | Рим, Италия                               | [ 28 ]                                               |
| 1970                             | 7 декабря           | Тяжёлый вес (более 90,718 кг)         | Мохаммед Али vs. Оскар Бонавена               | 15           | Победа Мохаммеда Али техническим нокаутом в 15-м раунде.                        | Нью-Йорк, США                             | [ 29 ]                                               |
| 1971                             | 8 марта             | Тяжёлый вес (более 90,718 кг)         | Джо Фрейзер vs. Мохаммед Али                  | 15           | Победа Фрейзера единогласным решением судей в 15-раундовом бою.                 | Нью-Йорк, США                             | Бой года по версии журнала «The Ring».               |
| 1972                             | 21 ноября           | Тяжёлый вес (более 90,718 кг)         | Мохаммед Али vs. Боб Фостер                   | 5            | Победа Мохаммеда Али нокаутом в 8-м раунде.                                     | Стэйтлайн, США                            | [ 31 ]                                               |
| 1973                             | 22 января           | Тяжёлый вес (более 90,718 кг)         | Джордж Форман vs. Джо Фрейзер                 | 2            | Победа Джорджа Формана техническим нокаутом во 2-м раунде.                      | Кингстон, Ямайка                          | Бой года по версии журнала «The Ring».               |
| 1974                             | 30 октября          | Тяжёлый вес (более 90,718 кг)         | Мохаммед Али vs. Джордж Форман                | 8            | Победа Мохаммеда Али нокаутом в 8-м раунде.                                     | Киншаса, Демократическая Республика Конго | Бой года по версии журнала «The Ring».               |
| 1975                             | 1 октября           | Тяжёлый вес (более 90,718 кг)         | Мохаммед Али vs. Джо Фрейзер                  | 12           | Победа Мохаммеда Али. После 14-го раунда, Фрейзер отказался от продолжения боя. | Кесон-Сити, Филиппины                     | Бой года по версии журнала «The Ring».               |
| 1976                             | 24 января           | Тяжёлый вес (более 90,718 кг)         | Джордж Форман vs. Рон Лайл                    | 4 и 5        | Победа Формана нокаутом в 5-м раунде.                                           | Лас-Вегас, США                            | Бой года по версии журнала «The Ring».               |
| 1977                             | 17 марта            | Тяжёлый вес (более 90,718 кг)         | Джимми Янг vs. Джордж Форман                  | 12           | Победа Джимми Янга единогласным решением судей в 12-раундовом бою.              | Сан-Хуан, Пуэрто-Рико                     | Бой года по версии журнала «The Ring».               |
| 1978                             | 15 февраля          | Тяжёлый вес (более 90,718 кг)         | Леон Спинкс vs. Мохаммед Али                  | 15           | Победа Спинкса решением большинства судей в 15-раундовом бою.                   | Лас-Вегас, США                            | Бой года по версии журнала «The Ring».               |
| 1979                             | 22 апреля           | Полутяжёлый вес (до 79,378)           | Мэттью Франклин vs. Марвин Джонсон            | 8            | Победа Франклина техническим нокаутом в 8-м раунде.                             | Индианаполис, США                         | [ 38 ]                                               |
| 1980                             | 13 июля             | Полутяжёлый вес (до 79,378)           | Мэттью Саад Мохаммед vs. Яки Лопес            | 8            | Победа Мохаммеда нокаутом в 14-м раунде.                                        | Макафи, США                               | Бой года по версии журнала «The Ring».               |
| 1981                             | 9 июля              | Средний вес (до 72,574 кг)            | Уильям Ли vs. Джон Лосисеро                   | 5            | Победа Уильяма Ли нокаутом в 5-м раунде.                                        | Детройт, США                              | [ 41 ]                                               |
| 1982                             | 3 декабря           | Второй легчайший вес (до 58,967 кг)   | Вильфредо Гомес vs. Лупе Пинтор               | 3            | Победа Гомеса техническим нокаутом в 14-м раунде.                               | Новый Орлеан, США                         | [ 42 ]                                               |
| 1983                             | 20 мая              | Тяжёлый вес (более 90,718 кг)         | Ларри Холмс vs. Тим Уизерспун                 | 9            | Победа Холмса решением большинства судей в 12-раундовом бою.                    | Лас-Вегас, США                            | [ 43 ]                                               |
| 1984                             | 3 ноября            | Второй легчайший вес (до 58,967 кг)   | Жуан Меза vs. Джим Гарза                      | 1            | Победа Жуана Мезы нокаутом в 1-м раунде.                                        | Кингстон, США                             | [ 44 ]                                               |
| 1985                             | 15 апреля           | Средний вес (до 72,574 кг)            | Марвин Хаглер vs. Томас Хирнс                 | 1            | Победа Хаглера техническим нокаутом в 3-м раунде                                | Лас-Вегас, США                            | Бой года по версии журнала «The Ring».               |
| 1986                             | 23 июня             | Полулёгкий вес (до 57,153 кг)         | Стив Крусvs. Барри Макгиган                   | 15           | Победа Круза единогласным решением судей в 15-раундовом бою.                    | Лас-Вегас, США                            | Бой года по версии журнала «The Ring».               |
| 1987                             | 4 июля              | Легчайший вес (до 53,525 кг)          | Келвин Сиабрукс vs. Терри Джейкоб             | 1            | Победа Сиабрукса техническим нокаутом в 10-м раунде                             | Кале, Франция                             | [ 48 ]                                               |
| 1988                             | 27 июня             | Тяжёлый вес (более 90,718 кг)         | Майк Тайсон vs. Майкл Спинкс                  | 1            | Победа Майка Тайсона нокаутом в 1-м раунде.                                     | Лас-Вегас, США                            | [ 49 ]                                               |
| 1989                             | 6 марта             | Полулёгкий вес (до 57,153 кг)         | Лупе Гутьеррес vs. Джефф Франклин             | 12           | Победа Гутьерреса решением большинства судей в 12-раундовом бою.                | Рино, США                                 | [ 52 ]                                               |
| 1990                             | 8 июля              | Полусредний вес (до 66,678 кг)        | Аарон Дэвис vs. Марк Бриланд                  | 9            | Победа Дэвиса нокаутом в 9-м раунде.                                            | Рино, США                                 | [ 53 ]                                               |
| В 1991 году награда не вручалась |                     |                                       |                                               |              |                                                                                 |                                           |                                                      |
| 1992                             | 13 ноября           | Тяжёлый вес (более 90,718 кг)         | Риддик Боу vs. Эвандер Холифилд               | 10           | Победа Боу единогласным решением судей в 12-раундовом бою.                      | Лас-Вегас, США                            | Бой года по версии журнала «The Ring».               |
| 1993                             | 19 июня             | Первый средний вес (до 69,85 кг)      | Терри Норрис vs. Трой Уотерс                  | 2            | Победа Норриса. После 3-го раунда Уотерс отказался продолжать поединок.         | Сан-Диего, США                            | [ 55 ]                                               |
| 1994                             | 10 декабря          | Средний вес (до 72,574 кг)            | Хорхе Фернандо Кастро vs. Джон Дэвис Джексон  | 9            | Победа Кастро техническим нокаутом в 9-м раунде.                                | Монтеррей, Мексика                        | Бой года по версии журнала «The Ring».               |
| 1995                             | 15 июля             | Лёгкий вес (до 61,235 кг)             | Саман Сорджатуронгvs. Умберто Гонсалес        | 7            | Победа Сорджатуронга техническим нокаутом в 7-м раунде.                         | Инглвуд, США                              | Бой года по версии журнала «The Ring».               |
| 1996                             | 8 июня              | Второй средний вес (до 76,203 кг)     | Френк Лайлс vs. Тим Литлс                     | 3            | Победа Лайлса техническим нокаутом в 5-м раунде.                                | Ньюкасл-апон-Тайн, Великобритания         | [ 58 ]                                               |
| 1997                             | 4 октября           | Второй полулёгкий вес (до 58,967 кг)  | Артуро Гатти vs. Габриэль Руэлас              | 5            | Победа Гатти техническим нокаутом в 5-м раунде.                                 | Атлантик-Сити, США                        | Нокаут года и Бой года по версии журнала «The Ring». |
| 1998                             | 12 октября          | Лёгкий вес (до 61,235 кг)             | Айван Робинсонvs. Артуро Гатти                | 3            | Победа Робинсона единогласным решением судей в 10-раундовом бою.                | Атлантик-Сити, США                        | Апсет года и Бой года по версии журнала «The Ring».  |
| 1999                             | 13 февраля          | Полусредний вес (до 66,678 кг)        | Оскар Де Ла Хойя vs. Айк Кворти               | 6            | Победа Де Ла Хойя решением большинства судей в 12-раундовом бою.                | Лас-Вегас, США                            | [ 61 ]                                               |
| 2000                             | 19 февраля          | Второй полулёгкий вес (58,967 кг)     | Эрик Моралес vs. Марко Антонио Баррера        | 5            | Победа Моралеса решением большинства судей в 12-раундовом бою.                  | Лас-Вегас, США                            | Бой года по версии журнала «The Ring».               |
| 2001                             | 29 сентября         | Средний вес (до 72,574 кг)            | Бернард Хопкинс vs. Феликс Тринидад           | 10           | Победа Хопкинса техническим нокаутом в 12-м раунде.                             | Нью-Йорк, США                             | [ 63 ]                                               |
| 2002                             | 18 мая              | Первый полусредний вес (до 63,503 кг) | Микки Уорд vs. Артуро Гатти                   | 9            | Победа Уорда раздельным решением судей в 12-раундовом поединке.                 | Монтвилл, США                             | Бой года по версии журнала «The Ring».               |
| 2003                             | 9 августа           | Второй полулёгкий вес (до 58,967 кг)  | Аселину Фрейтас vs. Хорхе Родриго Барриоса    | 11           | Победа Фрейтаса техническим нокаутом в 12-м раунде.                             | Майами, США                               | [ 65 ]                                               |
| 2004                             | 27 ноября           | Второй полулёгкий вес (до 58,967 кг)  | Марко Антонио Баррера vs. Эрик Моралес        | 11           | Победа Барреры раздельным решением судей в 12-раундовом бою.                    | Лас-Вегас, США                            | Бой года по версии журнала «The Ring».               |
| 2005                             | 7 мая               | Лёгкий вес (до 61,235 кг)             | Диего Корралес vs. Хосе Луис Кастильо         | 10           | Победа Корралеса техническим нокаутом в 10-м раунде.                            | Лас-Вегас, США                            | Бой года по версии журнала «The Ring».               |
| 2006                             | 18 марта            | Второй полулёгкий вес (до 58,967 кг)  | Сомсак Сизчатчавал vs. Махаяр Моншипур        | 10           | Победа Сизчатчавала техническим нокаутом в 10-м раунде.                         | Леваллуа-Перре, Франция                   | Бой года по версии журнала «The Ring».               |
| 2007                             | 4 августа           | Второй легчайший вес (до 55,225 кг)   | Исраэль Васкес vs. Рафаэль Маркес             | 3            | Победа Васкеса техническим нокаутом в 6-м раунде.                               | Карсон, США                               | Бой года по версии журнала «The Ring».               |
| 2008                             | 1 марта             | Второй легчайший вес (до 55,225 кг)   | Исраэль Васкес vs. Рафаэль Маркес             | 4            | Победа Васкеса решением большинства судей в 12-раундовом поединке.              | Идальго, США                              | Бой года по версии журнала «The Ring».               |
| 2009                             | 27 июня             | Первый полусредний вес (до 63,503 кг) | Маркос Майдана vs. Виктор Ортис               | 1            | Победа Маркоса Майданы техническим нокаутом в 6-м раунде.                       | Лос-Анджелес, США                         | [ 71 ]                                               |
| 2010                             | 10 июля             | Полулёгкий вес (до 57,153 кг)         | Хуан Мануэль Лопес vs. Бернабе Консепсьон     | 1            | Победа Лопеса техническим нокаутом во 2-м раунде                                | Сан-Хуан, Пуэрто-Рико                     | [ 72 ]                                               |
| 2011                             | 5 ноября            | Первый средний вес (до 69,85 кг)      | Джеймс Киркленд vs. Альфредо Ангуло           | 1            | Победа Киркленда техническим нокаутом в 6-м раунде                              | Канкун, Мексика                           | [ 73 ]                                               |
| 2012                             | 15 сентября         | Средний вес (до 72,574 кг)            | Серхио Мартинес vs. Хулио Сесар Чавес-младший | 12           | Победа Мартинеса единогласным решением судей в 12-раундовом бою.                | Лас-Вегас, США                            | [ 74 ]                                               |
| 2013                             | 16 марта            | Полусредний вес (до 66,678 кг)        | Тимоти Брэдли vs. Руслан Проводников          | 6            | Победа Брэдли единогласным решением судей в 12-раундовом бою.                   | Карсон, США                               | Бой года по версии журнала «The Ring».               |
| 2014                             | 22 февраля          | Лёгкий вес (до 61,235 кг)             | Томми Коул vs. Даниэль Бризула                | 11           | Победа Коула техническим нокаутом в 12-м раунде.                                | Кингстон-апон-Халл, Великобритания        | [ 77 ] [ 78 ]                                        |
| 2015                             | 17 января           | Первый полусредний вес (до 63,503 кг) | Амир Имам vs. Фидель Мальдонадо-младший       | 3            | Победа Имама техническим нокаутом в 5-м раунде.                                 | Лас-Вегас, США                            | [ 79 ] [ 80 ]                                        |
| 2016                             | 27 мая              | Первый средний вес (до 69,85 кг)      | Скендер Халили vs. Джейсон Томпсон            | 2            | Победа Халили нокаутом во 2-м раунде.                                           | Ниагара-Фолс, США                         | [ 83 ] [ 84 ]                                        |
| 2017                             | 25 февраля          | Тяжёлый вес (более 90,718 кг)         | Доминик Бризил vs. Изуагбе Угонох             | 3            | Победа Бризила нокаутом в 5-м раунде.                                           | Бирмингем, США                            | [ 85 ]                                               |
| 2018                             | 1 декабря           | Тяжёлый вес (более 90,718 кг)         | Деонтей Уайлдер vs. Тайсон Фьюри              | 12           | Ничья раздельным судейским решением.                                            | Нью-Йорк, США                             | [ 86 ]                                               |
| 2019                             | 1 июня              | Тяжёлый вес (более 90,718 кг)         | Энтони Джошуа vs. Энди Руис                   | 3            | Победа Энди Руиса техническим нокаутом в 7-м раунде                             | Нью-Йорк, США                             |                                                      |
| 2020                             | 3 октября           | 1-й полусредний вес (до 63,503 кг)    | Иван Баранчик vs. Хосе Сепеда                 | 5            | Победа Сепеды нокаутом во 5-м раунде.                                           | Лас-Вегас, США                            | Бой года по версии журнала «The Ring»                |
| 2021                             | 9 октября           | Тяжёлый вес (более 90,718 кг)         | Тайсон Фьюри vs. Деонтей Уайлдер              | 4            | Победа Фьюри нокаутом во 11-м раунде.                                           | Лас-Вегас, США                            | Бой года по версии журнала «The Ring»                |
| 2022                             | 9 апреля            | 1-й средний вес (до 69,85 кг)         | Себастьян Фундора vs. Эриксон Лубин           | 7            | Победа Фундора техническим нокаутом во 9-м раунде.                              | Лас-Вегас, США                            |                                                      |
| 2023                             | 28 октября          | 2-й полулёгкий вес (до 58,967 кг)     | О'Шаки Фостер vs. Эдуардо Эрнандес            | 11           | Победа Фостера техническим нокаутом во 12-м раунде.                             | Канкун, Мексика                           |                                                      |
| 2024                             | 18 мая              | Тяжёлый вес (более 90,718 кг)         | Александр Усик vs. Тайсон Фьюри               | 9            | Победа Усика раздельным решением судей                                          | Эр-Рияд, Саудовская Аравия                | Бой года по версии журнала «The Ring»                |

## Комментарии
1. ↑  После принятия ислама, Мэттью Франклин сменил имя на Мэттью Саад Мохаммед.